# 가나가와현 제7구
가나가와현 제7구(일본어: 神奈川県第7区)는 일본의 중의원 선거구이다. 1994년 일본 공직선거법 개정으로 신설되었다.

## 지역
- 요코하마시
  - 고호쿠구
  - 쓰즈키구 (에다 지구는 제외)

2002년에 미도리구가 제7구에서 제8구로 옮겨졌다. 또한 2017년에 쓰즈키구 에다 지구가 제7구에서 제8구로 이행했다.